# Tommaso Foti
Tommaso Foti (ur. 28 kwietnia 1960 w Piacenzy) – włoski polityk i samorządowiec, deputowany, od 2024 minister.

## Życiorys
Absolwent szkoły średniej (typu liceo scientifico) z 1978, pracował w jako menedżer w sektorze rolno-spożywczym. Działalność polityczną rozpoczął w ramach FdG, organizacji młodzieżowej Włoskiego Ruchu Społecznego. Działał następnie w Sojuszu Narodowym i ugrupowaniu Lud Wolności. W 2012 należał do założycieli formacji Bracia Włosi.
W 1980 został radnym Piacenzy, z powodzeniem ubiegał się o ponowny wybór w kolejnych wyborach. W latach 1998–2001 pełnił funkcję asesora we władzach miejskich. Uzyskiwał też parokrotnie mandat radnego prowincji Piacenza (po raz pierwszy w 1995). Był również wybierany na radnego miejscowości Pianello Val Tidone i Castel San Giovanni.
W 1996, 2001, 2006 i 2008 uzyskiwał mandat posła do Izby Deputowanych, zasiadając w niższej izbie włoskiego parlamentu do 2013. W 2014 został radnym regionu Emilia-Romania. W 2018 ponownie został wybrany na deputowanego. Mandat poselski utrzymał także w 2022, w tym samym roku objął funkcję przewodniczącego frakcji deputowanych partii Bracia Włosi.
W grudniu 2024 dołączył do rządu Giorgii Meloni jako minister bez teki; powierzono mu sprawy europejskie, regionów południowych, spójności terytorialnej oraz planu odbudowy gospodarczej (PNRR).